# Torii Suneemono
Torii Suneemon (鸟居强右卫门, , 1540 - 16 de maio de 1575), foi um ashigaru (soldados de infantaria), que servia o Ramo Okudaira do Clã Matsudaira, vassalos de Tokugawa Ieyasu. Tornou-se famoso por sua bravura na Batalha de Nagashino .

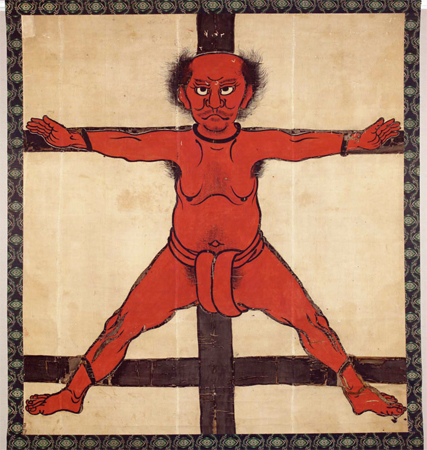
Bandeira de Ochiai Michihisa, Século XVI

Ele era um vassalo de Okudaira Sadamasa e membro da guarnição de Nagashino quando a fortaleza foi sitiada pelas forças de Takeda Katsuyori. Já famoso por sua bravura e conhecido por seu conhecimento dos arredores, ele se ofereceu para a missão extremamente perigosa de furar o cerco para solicitar ajuda de Tokugawa Ieyasu em Okazaki. Após cumprir com sucesso sua missão de alertar Tokugawa  ele foi capturado por Takeda quando retornava à Nagashino .
Torii foi preso e forçado a gritar para seus companheiros na fortaleza que nenhuma ajuda estava a caminho, e que eles deviam se render. Ao invés disso, incentivou a guarnição dizendo que o exército de Tokugawa estava a caminho, e que deveriam continuar lutando. Há alguma controvérsia sobre se Torii foi crucificado antes ou depois deste anúncio, assim como os detalhes precisos de sua execução .
No entanto, o resultado final foi o mesmo. Embora Suneemon fosse um ashigaru, sua família foi promovida para samurai e serviu os Okudaira até o final do Período Edo . Um vassalo de Takeda , Ochiai Michihisa , passou a usar uma imagem de Torii Suneemon crucificado  em sua bandeira a partir de então. A bandeira está agora armazenado na biblioteca da Universidade de Tóquio .
Em 1923, uma estação ferroviária foi aberta perto de onde o Torii morreu e foi nomeado Estação Torii .